# Françoise Godde
Françoise Godde (* 1944) ist eine französische Schauspielerin.
Nach ihrer Ausbildung erhielt sie von Jacques Rivette 1966 ihre ersten Filmrollen. Sie war die Dienerin in Rivettes Diderot-Verfilmung Die Nonne und sie übernahm in seinem Amour Fou die Rolle der Schauspielerin Françoise, die mit ihrer Rolle als Cléone in Racines Andromache hadert. 
Im Jahr 1969 wurde sie mit der 1967 gedrehten Fernsehserie Les oiseaux rares populär: In dieser revoltiert sie mit ihren Serien-Schwestern Claude Jade, Dominique Labourier, Bernadette Robert und Nicole Chaput gegen Prüderie und Spießigkeit, bis die Polizei in Folge 60 das Haus der Massonneaus stürmt.  
Ihre letzte bekannte Filmrolle übernahm Godde 1969 als Angelina an der Seite von Marina Vlady in Bernard Pauls Le temps de vivre.